# Little black dress

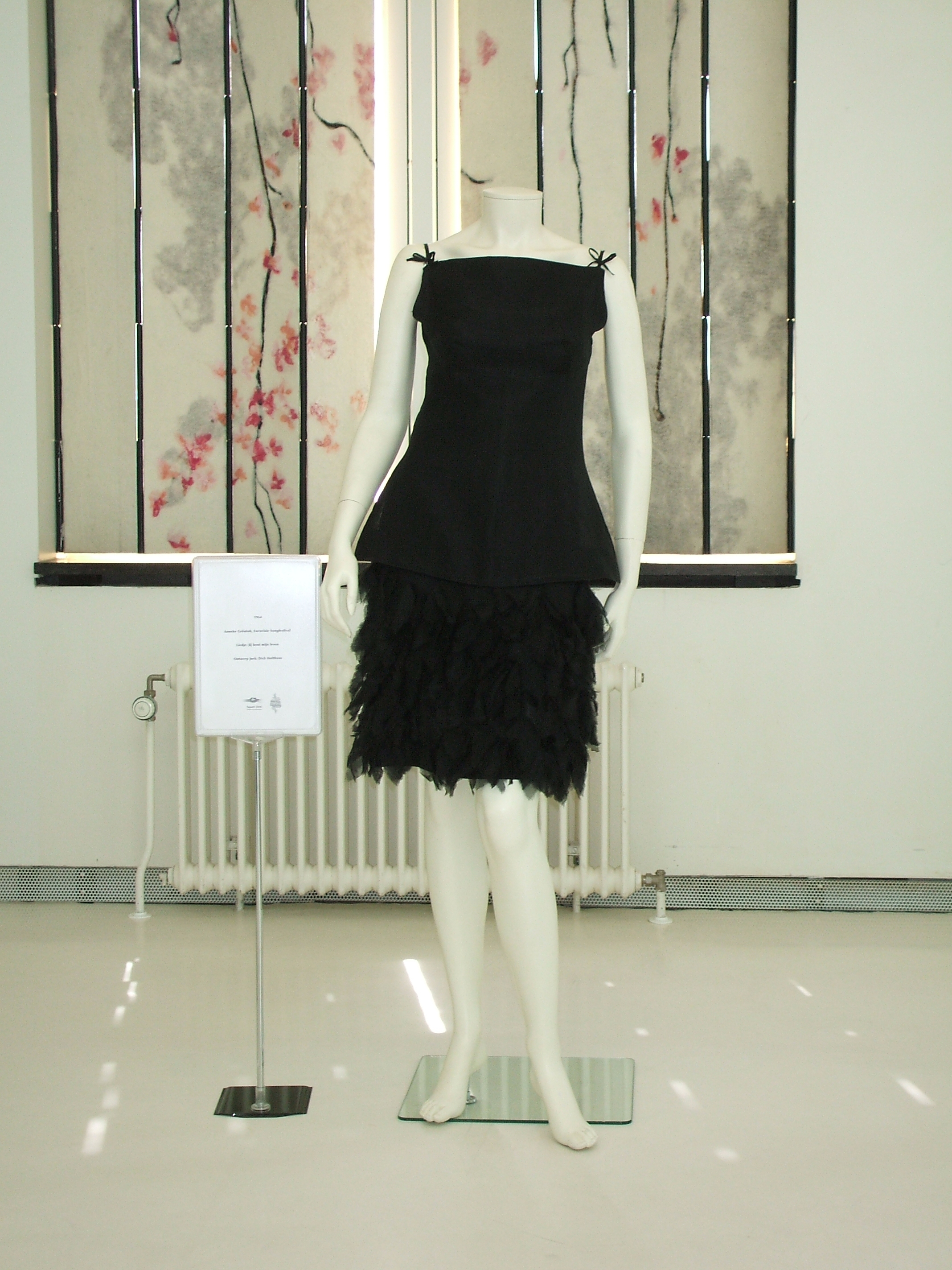
Een little black dress uit 1964

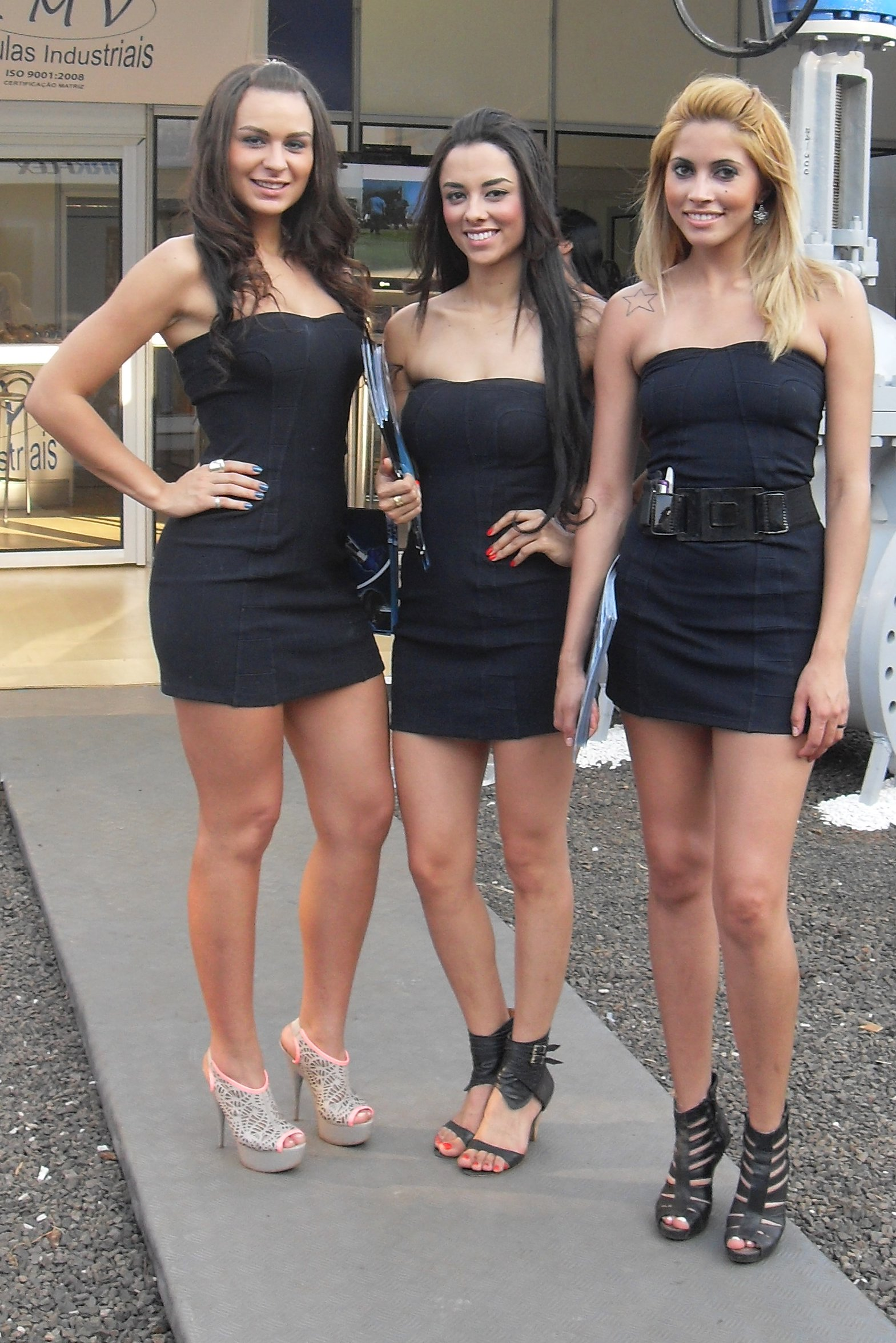
Modellen met little black dresses in Brazilië in 2010

Een little black dress is een kleine zwarte jurk.

## Geschiedenis
In 1926 bracht Coco Chanel in het Amerikaanse tijdschrift Vogue een eenvoudig zwart model onder de aandacht. Vogue noemde de jurk "Chanel's Ford", omdat net als de Ford Model T een little black dress een simpel en betaalbaar model was, in dit geval voor vrouwen uit verschillende sociale klassen. En bovendien was de Ford Model T ook altijd zwart.
Voor de jaren twintig werd zwarte kleding veelal geassocieerd met rouwkleding.
Édith Piaf gebruikte deze jurk haar gehele carrière vaak als basis voor haar kledij tijdens optredens. Begin jaren zestig leefde de belangstelling voor de jurk weer op doordat Audrey Hepburn in Breakfast at Tiffany's een sterk beeld neerzette in een little black dress van de Franse modeontwerper Hubert de Givenchy.